# Gynoplistia (Gynoplistia) biarmata sparsisigna
Gynoplistia (Gynoplistia) biarmata sparsisigna is een ondersoort van de tweevleugelige Gynoplistia (Gynoplistia) biarmata uit de familie steltmuggen (Limoniidae). De ondersoort komt voor in het Neotropisch gebied.